# Náběhová funkce

Graf náběhové funkce

Náběhová funkce (neboli též funkce rampy) je označení pro základní reálnou funkci definovanou takto:
Derivací náběhové funkce je funkce Heavisideova.

## Alternativní definice
- {\displaystyle R(x)={\frac {x+|x|}{2}}}
- {\displaystyle R(x)=x\cdot H(x)=\int _{-\infty }^{x}H(y)\mathrm {d} y}, kde H(x) je Heavisideova funkce
- {\displaystyle R(x)=\langle x\rangle }, kde {\displaystyle \langle \cdot \rangle } je Macaulayova závorka